# Ralph T. Chapman
Ralph Terkanian Chapman (* 7. Dezember 1907; † 28. Oktober 1981 in Kalifornien) war ein amerikanischer Techniker und Oscarpreisträger.

## Leben und Karriere
Ralph T. Chapman war ein Spezialist bei der Verbesserung und Entwicklung von Filmequipment. So benötigte Cecil B. DeMille für seinen Film Die zehn Gebote (The Ten Commandments, 1956) einen besonderen Kamerakran, mit dem einige der epischen Aufnahmen so verwirklicht werden konnten, wie er sich das vorstellte. Dafür ließ er Chapman eigens nach Ägypten einfliegen. Bei der Oscarverleihung 1963 erhielt Chapman für seine Arbeit beim Design und der Entwicklung eines fortschrittlichen Kamerakrans („for the design and development of an advanced motion picture crane)“ einen Oscar für Wissenschaft und Entwicklung.
Chapman war mit Mabel Mahakian verheiratet und der Vater von Leonard Terkanian Chapman. Er starb am 28. Oktober 1981 im Alter von 73 Jahren.